# Elysia flava
Elysia flava (лат.) — вид морских брюхоногих моллюсков из семейства Placobranchidae подкласса Heterobranchia.

## Описание
Длина — 6 мм. Цвет тела от мраморно-жёлтого, оливкового или коричневого до чёрного с неправильной продольной тёмно-зелёной полосой, простирающееся вдоль параподиев. Конечности (метаподиум и щупальца) более бледные. Параподиальное поле белое. Перикард короткий, с одним заднебокатеральным сосудом с каждой стороны, который разветвляется около перикарда и образует длинный задний сосуд с плотным скоплением анастомозирующих сосудов. Зубы мелкие (56—80 мкм), у них узкий режущий наконечник, у одной особи 31 радулярный зуб.